# San Sebastián el Grande
San Sebastián el Grande es una ciudad mexicana situada en el municipio de Tlajomulco de Zúñiga, Jalisco, dentro de la zona metropolitana de Guadalajara y de la región Centro.

## Geografía
La ciudad de San Sebastián el Grande se encuentra en el norte del municipio de Tlajomulco de Zúñiga, limitando al norte con Tlaquepaque. La altitud promedio de la ciudad es de 1569 metros sobre el nivel del mar.

## Demografía
De acuerdo con el Censo de Población y Vivienda realizado en marzo de 2020 por el Instituto Nacional de Estadística y Geografía (INEGI), en San Sebastián el Grande había un total de 28 770 habitantes, siendo 14 562 mujeres y 14 208 hombres.

### Viviendas
En 2020 se registró un total de 8824 viviendas particulares, de las cuales 7426 estaban habitadas y 1398 estaban deshabitadas. De las viviendas particulares habitadas: 7299 tenían piso de material diferente de tierra; 7417 disponían de energía eléctrica; 7419 disponían de inodoro y/o sanitario; y 7393 disponían de drenaje.

### Evolución demográfica
| Gráfica de evolución demográfica de San Sebastián el Grande entre 1900 y 2020 |
|                                                                               |
| Fuente: Instituto Nacional de Estadística y Geografía                         |